# Uspienskij (obwód kurski)
Uspienskij (ros. Успенский) – osiedle typu wiejskiego w zachodniej Rosji, w sielsowiecie kalinowskim rejonu chomutowskiego w obwodzie kurskim.

## Geografia
Miejscowość położona jest w dorzeczu Amońki, 5 km od centrum administracyjnego sielsowietu kalinowskiego (Kalinowka), 9 km od centrum administracyjnego rejonu (Chomutowka), 118 km od Kurska.

## Demografia
W 2010 r. miejscowość zamieszkiwało 5 osób.